# Laryssa Biesenthal
Laryssa Biesenthal (Walkerton, 22 de junio de 1971) es una deportista canadiense que compitió en remo. Está casada con el remero Iain Brambell.
Participó en dos Juegos Olímpicos de Verano, obteniendo dos medallas, bronce en Atlanta 1996 (cuatro scull) y bronce en Sídney 2000 (ocho con timonel).
Ganó cinco medallas en el Campeonato Mundial de Remo entre los años 1995 y 1999.

## Palmarés internacional
| Juegos Olímpicos   | Juegos Olímpicos         | Juegos Olímpicos  | Juegos Olímpicos   |
| Año                | Lugar                    | Medalla           | Prueba             |
| ------------------ | ------------------------ | ----------------- | ------------------ |
| 1996               | Atlanta (Estados Unidos) | Medalla de bronce | Cuatro scull       |
| 2000               | Sídney (Australia)       | Medalla de bronce | Ocho con timonel   |
| Campeonato Mundial |                          |                   |                    |
| Año                | Lugar                    | Medalla           | Prueba             |
| 1995               | Tampere (Finlandia)      | Medalla de plata  | Cuatro scull       |
| 1997               | Aiguebelette (Francia)   | Medalla de plata  | Ocho con timonel   |
| 1998               | Colonia (Alemania)       | Medalla de plata  | Cuatro sin timonel |
| 1998               | Colonia (Alemania)       | Medalla de bronce | Ocho con timonel   |
| 1999               | St. Catharines (Canadá)  | Medalla de bronce | Ocho con timonel   |